# Julia Lehner
Julia Lehner (* 3. März 1954 in Nürnberg) ist eine deutsche Kulturpolitikerin (CSU). Sie ist seit Mai 2020 Zweite Bürgermeisterin und 1. Stellvertreterin des Oberbürgermeisters der Stadt Nürnberg, Marcus König. Zuvor war sie ab 2002 berufsmäßige Stadträtin und Kulturreferentin von Nürnberg.

## Leben und Wirken
Lehner begann nach dem Abitur 1973 am Sigena-Gymnasium Nürnberg das Studium der Germanistik, Geschichte, Sozialkunde und Kunstgeschichte an der Friedrich-Alexander-Universität Erlangen-Nürnberg, das sie 1980 mit der 1. Staatsprüfung für das Lehramt an Gymnasien abschloss. 1984 wurde sie bei Rudolf Endres mit der Dissertation über Die Mode im alten Nürnberg. Modische Entwicklung und sozialer Wandel in Nürnberg, aufgezeigt an den Nürnberger Kleiderordnungen zur Dr. phil. promoviert.
Nach der Promotion arbeitete sie im Marketingbereich, von 1985 bis 1987 als Mitarbeiterin der Sparkasse Roth-Schwabach und von 1987 bis 2002 als Mitarbeiterin der Sparkasse Nürnberg. 1989 übernahm sie dort die Leitung des Unternehmensbereichs Öffentlichkeitsarbeit und Sponsoring. Darüber hinaus war sie publizistisch sowie als Kuratorin im Bereich „Bildende Kunst“ tätig. Von 1992 bis 2002 war sie Vorsitzende des „Förderkreis Bildende Kunst“ in Nürnberg.
2000 erfolgte die Bestellung zur Honorarprofessorin der Akademie der Bildenden Künste Nürnberg. Zudem war sie von 1996 bis 2002 ehrenamtliche Stadträtin der CSU im Nürnberger Stadtrat mit den Schwerpunkten Kultur- und Schulpolitik. Seit 1. Mai 2002 ist sie Berufsmäßige Stadträtin für das Kulturreferat. Sie folgte in diesem Amt Georg Leipold und Karla Fohrbeck. Zuletzt wurde Lehner für die Amtszeit von 2014 bis 2020 wiedergewählt.
Als Kulturreferentin ist Lehner an der Entwicklung und Gestaltung zahlreicher städtischer Bildungs- und Kulturprojekte beteiligt. Sie setzte sich für die Verbesserung und Entwicklung der kulturellen Grundversorgung mit der Schaffung neuer Kulturorte sowie Investitionen in etablierte und soziokulturelle Bestände und Formate ein, allerdings nicht für das Nürnberger Zukunftsmuseum. Sie ist zudem Hauptherausgeberin der Schriften des Kulturreferats der Stadt Nürnberg, die sich in jedem Band einzelnen Schwerpunkten aus den Arbeitsgebieten des Kulturreferats widmen.
Lehner ist seit Mai 2020 Kulturbürgermeisterin und Stellvertreterin des Oberbürgermeisters der Stadt Nürnberg.
Lehner ist mit dem Immobilienunternehmer Gerd Schmelzer verheiratet.

## Politische Laufbahn
- 1996–2002: ehrenamtliche Stadträtin im Stadtrat der Stadt Nürnberg
- 1998–2002: Vorsitzende des Ortsverbandes der CSU Laufamholz
- seit 2001: Stellvertretende Vorsitzende des Kreisverbandes der CSU Nürnberg-Ost
- seit 2003: Mitglied im Arbeitskreis Hochschule und Kultur der CSU
- 2009–2015: Landesvorsitzende des Arbeitskreises Hochschule und Kultur der CSU
- seit 2013: Stellvertretende Vorsitzende des Bezirksverbands der CSU Nürnberg-Fürth-Schwabach
- 2013–2017 und erneut seit 2018: Mitglied im Parteivorstand der CSU
- seit Mai 2020: Bürgermeisterin der Stadt Nürnberg[7]

## Mitgliedschaften
- seit 1988: Mitglied im Vorstand des Vereins „Hilfe für Krebskranke e. V.“
- 1992–2002: Vorsitzende des „Förderkreises Bildende Kunst“
- seit 2002: Mitglied im Beirat der Stiftung „Mut zum Leben“
- seit 2002: Mitglied im Vorstand des Instituts für moderne Kunst Nürnberg
- seit 2002: Mitglied im Vorstand des Bayerischen Volkshochschulverbandes
- seit 2003: Mitglied im Vorstand der „Stiftung zur Erhaltung der Lorenzkirche e. V.“
- seit 2004: Mitglied im Landesdenkmalrat (Bayern) und Regionalausschuss Franken
- seit 2008: Mitglied im Landesbeirat für Erwachsenenbildung als Vertreterin des Bayerischen Städtetags
- seit 2008: Beirätin im Vorstand von STADTKULTUR Netzwerk Bayerischer Städte e. V.
- seit 2008: Vorsitzende des Fachausschusses „Kultur, Denkmalschutz und Bürgergesellschaft“ der Kommunalpolitischen Vereinigung der CDU und CSU Deutschlands KPV
- 2008–2017: Stellvertretende Vorsitzende des Kulturausschusses des Bayerischen Städtetags
- seit 2017: Vorsitzende des Kulturausschusses des Bayerischen Städtetags
- seit 2010: Mitglied im Kuratorium für Schultheater und performative Bildung
- seit 2010: Mitglied im Vorstand der „Atelier- und Galeriehaus Marianne und Hans Friedrich Defet Stiftung“
- seit 2011: Mitglied im Kuratorium der Hochschule für Musik Nürnberg
- seit 2012: Vorsitzende der Jury für den Kunstpreis der Nürnberger Nachrichten
- seit 2012: Mitglied im Kuratorium der Stiftung Bayerischer Gedenkstätten
- 2015–2022: Mitglied im Bundesvorstand der Kulturpolitischen Gesellschaft KUPOGE
- seit 2016: Mitglied der Kuratoriumsversammlung am Münchner Kompetenzzentrum Ethik (MKE) der Ludwig-Maximilians-Universität München
- seit 2016: Mitglied im Kuratorium der CSR-Initiative „Nürnberg gewinnt“ des 1. FC Nürnberg
- seit 2016: Mitglied im CDU – Netzwerk „Kultur“

## Ehrungen
- 1997: Aufnahme in den Pegnesischen Blumenorden
- Kommunale Verdienstmedaille
- 2018: Bayerischer Verdienstorden[8]
- 2024: Verleihung der staatlichen Auszeichnung PRO MERITIS SCIENTIAE ET LITTERARUM[9]

## Veröffentlichungen (Auswahl)
- Die Mode im alten Nürnberg. Modische Entwicklung und sozialer Wandel in Nürnberg, aufgezeigt an den Nürnberger Kleiderordnungen (= Schriftenreihe des Stadtarchivs Nürnberg. Band 36). Verlag Universitätsbuchhandlung Korn und Berg, Nürnberg 1984, ISBN 978-3-87432-095-5; zugleich Dissertation.
- Rund um den Aufseßplatz. (Hrsg. Stadtsparkasse Nürnberg), Tümmel Verlag, Nürnberg 1994, ISBN 3-921590-25-6.
- mit Michael Diefenbacher: Vom Augustinerkloster zum Lorenzer Platz. Zur Geschichte der Hauptniederlassungen der Stadtsparkasse Nürnberg. Hrsg. Stadtsparkasse Nürnberg, Tümmel Verlag, Nürnberg 1994, ISBN 978-3-921590-24-9
- Die Nürnberger Akademie. Tradition und Innovation. Fotografien von Bernd Telle. Hrsg.: Nürnberger Versicherungsgruppe, Edelmann Verlag, Nürnberg 2000, ISBN 978-3-87191-276-4
- Europäische Metropolregion Nürnberg. Eine Kulturregion im Herzen Europas. In: 200 Jahre Franken in Bayern. Aufsätze zur Landesausstellung 2006, hrsg. Werner K. Blessing, Christoph Daxelmüller, Evamaria Brockhoff et al., Augsburg 2006, S. 177–180, ISBN 3-937974-09-1.
- mit Hiltrud Herbers, Fred Krüger: Die Festivalisierung der Stadt. Nürnbergs Kultur als Inszenierung urbaner Lebensqualität. In: Der Nürnberg Atlas. Vielfalt und Wandel der Stadt im Kartenbild, hrsg. Wolfgang Baumann et al., Nürnberg 2007, S. 172–175, ISBN 978-3-89705-533-9.
- Nürnbergs Geschichte zwischen Dürer und Führer. In: kultur.macht.geschichte. geschichte.macht.kultur. Kulturpolitik und kulturelles Gedächtnis. Hrsg. Kulturpolitische Gesellschaft e. V., Bonn 2010, S. 145–148. ISBN 978-3-8375-0324-1
- Nürnberg im Spannungsfeld reformatorisch-protestantischer Tradition und weltanschaulicher Vielfalt. Eine Standortbestimmung. In: Staat in Deutschland und evangelische Kirche (Schriften des Kulturreferats der Stadt Nürnberg 1), Hrsg. Julia Lehner, Nürnberg 2015, S. 10–31, ISBN 978-3-9817369-0-8.
- als Hrsg.: Erhalten! Wozu? Perspektiven für Zeppelintribüne, Zeppelinfeld und das ehemalige Reichsparteitagsgelände. (Schriften des Kulturreferats der Stadt Nürnberg 2), Nürnberg 2017, ISBN 978-3-9817369-1-5.